# Natural Language Toolkit

Синтаксичне дерево, згенероване за допомогою NLTK

Набір інструментів природної мови, або частіше NLTK, — це набір бібліотек і програм для символьної та статистичної обробки природної мови (NLP) для англійської мови, написаних мовою програмування Python. Його розробили Стівен Берд і Едвард Лопер з кафедри комп'ютерних та інформаційних наук університету Пенсільванії. NLTK містить як набори даних, так і графічні матеріали. До пакету входить книга, яка пояснює основні концепції завдань обробки мови, що підтримуються набором інструментів, а також прикладами застосування пакету.
NLTK призначений для підтримки досліджень і викладання навчальних курсів пов'язаних з НЛП та близькоспорідненими областями, включаючи емпіричну лінгвістику, когнітивну науку, штучний інтелект, пошук інформації та машинне навчання. NLTK успішно використовується як навчальний інструмент, а також як платформа для створення прототипів і побудови дослідницьких систем. У США та ще у 25 країнах 32 університети використовують NLTK у своїх курсах. NLTK підтримує функціональні можливості класифікації, токенізації, стемінгу, тегів, аналізу та семантичного міркування.

## Основні компоненти бібліотеки
- Лексичний аналіз: Токенізатор слів і тексту
- n-грам і колокації
- Теггер частини мови
- Модель дерева та фрагмент тексту для запису
- Розпізнавання іменованих об'єктів